# لي إيفون
لي إيفون هي عارضة ماليزية، ولدت في 1 مارس 1988 في كلاغ في ماليزيا.